# Katuali
La katuali o serp marina de cua plana (Laticauda schistorhyncha) és una espècie de serp marina verinosa de la família dels Elapidae. L'espècie només es troba a les aigües de la nació de les illes del Pacífic de Niue. És una espècie vulnerable.

## Descripció
La katuali creix fins a una longitud total (inclosa la cua) de fins a 1 m i és altament verinosa, la qual cosa la converteix en una de les criatures potencialment perilloses del planeta. Té una cua semblant a una aleta, que l'ajuda a nedar millor.

## Hàbitat
Viu la major part de la seva vida adulta al mar.

## Reproducció
Durant l'aparellament, el mascle s'embolica al voltant de la femella fins que és fecundada. Com que els ous no sobreviurien a l'aigua, la femella neda a una cova marina per posar els ous a les escletxes seques. Aquests ous triguen sis mesos a eclosionar, i després les serps infantils es dirigeixen cap a l'oceà.